# باریک‌سگ
باریک‌سگ (نام علمی: Leptocyon) نام یک سرده از تیره سگ‌سانان است.